# Campionat Sud-americà de futbol de 1927

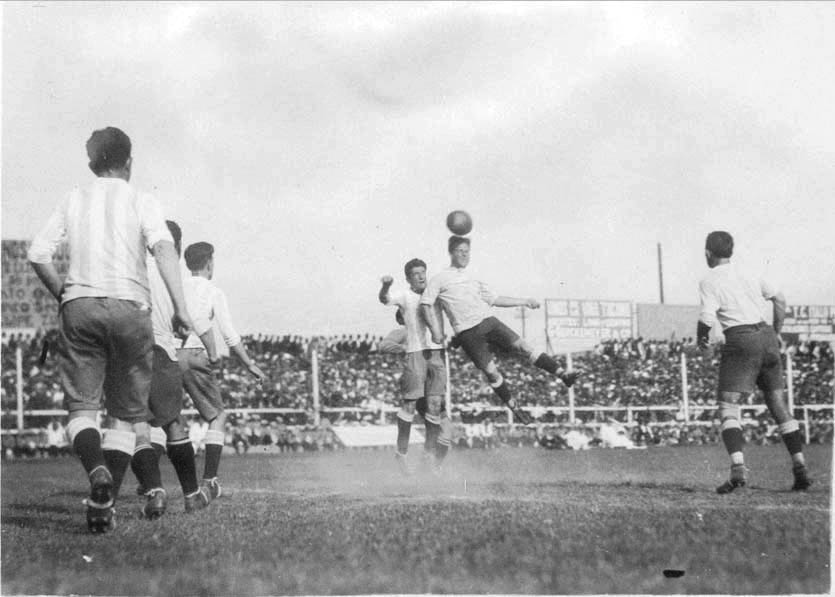
Argentina i Uruguai en un partit del campionat (3-2).

La 11a edició del Campionat Sud-americà va ser un esdeveniment esportiu celebrat a Lima, Perú, entre el 30 d'octubre i el 27 de novembre de 1927.
Els països participants van ser Argentina, Bolívia, Perú i Uruguai. Brasil, Paraguai i Xile es van retirar del torneig. Es tracta del primer Campionat Sud-americà en què va participar el Perú. El torneig també va servir com a fase de classificació per disputar els Jocs Olímpics de 1928, en els quals es va convidar tant l'Argentina com l'Uruguai.

## Estadi
| Lima              |
| ----------------- |
| Estadio Nacional  |
| Capacitat: 40.000 |
|                   |

## Ronda final
Cada equip disputà un partit contra els altres tres. S'atorgaven dos punts al guanyador, un punt en cas d'empat, i zero punts pel perdedor.
| Equip     | PJ | PG | PE | PP | GF | GC | DG  | Pts |
| --------- | -- | -- | -- | -- | -- | -- | --- | --- |
| Argentina | 3  | 3  | 0  | 0  | 15 | 4  | +11 | 6   |
| Uruguai   | 3  | 2  | 0  | 1  | 15 | 3  | +12 | 4   |
| Perú      | 3  | 1  | 0  | 2  | 4  | 11 | −7  | 2   |
| Bolívia   | 3  | 0  | 0  | 3  | 3  | 19 | −16 | 0   |

| Argentina                                                                       | 7–1 | Bolívia     |
| ------------------------------------------------------------------------------- | --- | ----------- |
| Luna 18', 56' · Carricaberry 20', 36' · Recanatini 24' (pen.) · Seoane 29', 79' |     | Alborta 42' |

| Uruguai                                        | 4–0 | Perú |
| ---------------------------------------------- | --- | ---- |
| Ulloa 49' (p.p.) · Sacco 52', 71' · Castro 75' |     |      |

| Uruguai                                                                                 | 9–0 | Bolívia |
| --------------------------------------------------------------------------------------- | --- | ------- |
| Petrone 18', 65', 81' · Figueroa 19', 67', 69' · Arremón 43' · Castro 68' · Scarone 86' |     |         |

| Perú                                        | 3–2 | Bolívia             |
| ------------------------------------------- | --- | ------------------- |
| Neyra 31' · Sarmiento 41' · Montellanos 43' |     | Bustamante 13', 14' |

| Argentina                                               | 3–2 | Uruguai          |
| ------------------------------------------------------- | --- | ---------------- |
| Recanatini 56' (pen.) · Luna 70' · Canavessi 85' (p.p.) |     | Scarone 33', 79' |

| Argentina                                             | 5–1 | Perú          |
| ----------------------------------------------------- | --- | ------------- |
| Ferreira 1', 30' · Maglio 22', 25' · Carricaberry 38' |     | Villanueva 3' |

## Resultat
| Campionat Sud-americà 1927 |
| -------------------------- |
| Argentina                  |
| Argentina Tercer títol     |

## Golejadors
3 gols
- Alfredo Carricaberry
- Segundo Luna
- Roberto Figueroa
- Pedro Petrone
- Héctor Scarone

2 gols
- Manuel Ferreira
- Juan Maglio
- Humberto Recanatini
- Manuel Seoane
- José Bustamante
- Héctor Castro
- Antonio Sacco

1 gol
- Mario Alborta
- Alberto Montellanos
- Demetrio Neyra
- Jorge Sarmiento
- Alejandro Villanueva
- Juan Arremon

Gols en pròpia

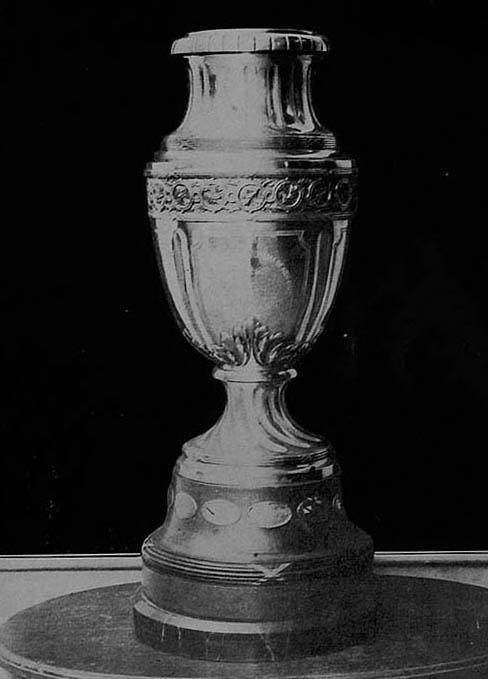
Trofeu entregat al campió.

- Daniel Ulloa (per Uruguai)
- Adhemar Canavessi (per Argentina)